# Francisco Albornoz
Francisco Albornoz (Arica, 1977) es un actor y director chileno de teatro.

## Carrera
Realizó sus estudios de teatro en la Universidad Católica de Chile. Es fundador de la Compañía Matadero Palma Teatro. Ha participado en numerosos montajes como director y actor. También ha realizado producción de cine, como el largometraje Lucía (Niles Attalah, 2009) y es fundador de la editorial Frontera Sur, especializada en publicaciones sobre teatro.

## Teatro
- PANA, de Andrés Kalawski. Teatro de la Universidad Católica de Chile. (2009)
- Idea para una historia de violencia. Compañía Matadero Palma Teatro. Teatro de la Universidad Católica de Chile.(2007)
- El jardín de los cerezos, de Antón Chéjov. Compañía Matadero Palma Teatro. Teatro de la Universidad Católica de Chile. (2006)
- Julio César (mar). Compañía Matadero Palma Teatro. Centro cultural Matucana 100. Santiago de Chile. (2005)
- Lear (antes del mar). Compañía Matadero Palma Teatro. Sala Galpón 7, Santiago de Chile. (2004)
- Fantasmas borrachos, de Juan Radrigán. Teatro Concepción, Concepción, Chile. (2003)
- Prometeo (relato del mar), versión de la obra de Rodrigo García. Compañía Matadero Palma Teatro. Sala Lastarria 90. Santiago de Chile. (2003)
- Tres hermanas, de Antón Chéjov. Sala Agustín Siré. Universidad de Chile. Santiago de Chile. (2001)